# مد بی‌انتها
«مد بی‌انتها» (به انگلیسی: Endless Fashion) ترانه‌ای رپر و خوانندهٔ آمریکایی لیل اوزی ورت به‌همراهٔ رپر نیکی میناژ می‌باشد که در ۱۸ اوت سال ۲۰۲۳ به‌عنوان دومین تک‌آهنگ از سومین آلبوم استودیویی لیل اوزی ورت تحت عنوان نوار صورتی (۲۰۲۳) منتشر گردید. تهیه و تولید این اثر برعهدهٔ باگز رونین بوده و ملودی اصلی «آبی (دا با دی)» اثر ایفل ۶۵ به شکلی تازه در قطعه گنجانده شده است.